# Kienraching (Steinkirchen)
Kienraching ist ein Ortsteil der Gemeinde Steinkirchen  im oberbayerischen Landkreis Erding. Er ist nicht zu verwechseln mit dem nur acht Kilometer Luftlinie entfernten Kirchdorf Kienraching in der Gemeinde Taufkirchen (Vils). 

## Geografie
Der Weiler liegt einen Kilometer westlich von Steinkirchen im wald- und hügelreichen Erdinger Holzland auf 491 m ü. NHN.

## Geschichte
In Kienraching befand sich im 14. und 15. Jahrhundert ein Edelsitz der Familie Seydel. In der Neuzeit war Kienraching lange Zeit niederbayerisch: es gehörte zum Rentamt Landshut und zum Landgericht Erding des Kurfürstentums Bayern. Im Zuge der von Montgelas eingeleiteten Verwaltungsreformen in Bayern entstand mit dem Gemeindeedikt von 1818 die Gemeinde Steinkirchen, zu der Kienraching seitdem gehört.